# Тур Бельгии (женский)
Тур Бельгии (англ. Lotto Belgium Tour) — шоссейная многодневная велогонка, проходящая по территории Бельгии с 2012 года. Является женской версией мужской гонки Тур Бельгии.

## История
Гонка была создана 2012 году и сразу вошла в Женский мировой шоссейный календарь UCI.
В 2020 году из-за пандемии COVID-19 гонка сначала была перенесена с конца июня на середину октября, а затем и отменена.
Маршрут гонки чаще всего состоит из пролога и трёх этапов протяжённостью больше 100 км каждый. Заключительный этап проводится в окрестностях Герардсбергена и включает подъём Muur van Geraardsbergen (1,2 км с градиентом 7,1%).

## Призёры
| Год  | Победитель             | Второй               | Третий               |         |
| ---- | ---------------------- | -------------------- | -------------------- | ------- |
| 2012 | Эллен Ван Дейк         | Лисбет Де Вохт       | Лиза Бреннауэр       |         |
| 2013 | Эллен Ван Дейк         | Лиза Бреннауэр       | Эмма Юханссон        |         |
| 2014 | Аннемик ван Влётен     | Анна Ван дер Брегген | Талита Де Йонг       |         |
| 2015 | Эмма Юханссон          | Амалия Дидериксен    | Анна Ван дер Брегген |         |
| 2016 | Аннемик ван Влётен     | Марианна Вос         | Люсинда Бранд        |         |
| 2017 | Анушка Костер          | Рут Уиндер           | Марианна Вос         |         |
| 2018 | Лиана Липперт          | Од Бьянник           | Лотте Копеки         |         |
| 2019 | Мике Крёгер            | Лотте Копеки         | Одри Кордон          |         |
| 2020 | отменён                | отменён              | отменён              | отменён |
| 2021 | Лотте Копеки           | Эллен Ван Дейк       | Лорена Вибес         |         |
| 2022 | Агнешка Скальняк-Сойка | Шари Босайт          | Элли Уолластон       |         |
| 2023 | отменён                | отменён              | отменён              | отменён |